# Крутий поворот (фільм, 1979)
«Крутий поворот» (рос. «Крутой поворот») — радянський художній фільм 1979 року за однойменною повістю Сергія Висоцького.

## Сюжет
Юрій Носов, старший помічник капітана судна, написав заяву, що викриває злочинну діяльність своїх товаришів по роботі. Через кілька днів при загадкових обставинах він розбивається на машині. Працівники карного розшуку розслідують справу про загибель морського офіцера…

## У ролях
- Леонід Дьячков —  Володимир Петрович
- Василь Корзун —  Ігор Васильович Корнілов
- Андрій Толубєєв —  Юрій Носов
- Надія Карпеченко — Віра, дружина Шаримова
- Наталія Бражникова — Наталія Миколаївна Носова, дружина старпома
- Віктор Смирнов — Женя Шаримов, четвертий помічник
- Микола Лавров —  Бугайов
- Юзеф Мироненко — слідчий
- Олександр Захаров —  лейтенант Конопльов
- Вадим Семенов — епізод
- Ігор Єфімов — Григорій Іванович Глуховськой, старший механік, чоловік Рощіної
- Юрій Фісенко — епізод
- Микола Буров — Ваня, експерт
- Олексій Кожевников —  Єгоров
- Олександр Ліпов — Симаков, водій "Жигулів
- Олена Павловська — Марія Андріївна Рощіна, офіціантка, дружина Глуховського
- Валерій Смоляков — свідок
- Станіслав Соколов — свідок
- Тетяна Тарасова — епізод
- Микола Єгоров — епізод
- Людмила Ксенофонтова — Ніна Василівна, сусідка Шаримова
- Марина Юрасова —  свідок

## Знімальна група
- Режисер: Петро Журавльов
- Автори сценарію: Сергій Висоцький
- Оператори: Роман Черняк
- Художник-постановник: Микола Субботін
- Композитори: Валерій Севастьянов, Володимир Габай